# Gilera Rondine
De Gilera Rondine is een wegrace-motorfiets die in de jaren dertig werd ingezet door het Italiaanse merk Gilera. Met deze motorfiets werd het Europees kampioenschap wegrace in de 500cc-klasse gewonnen in 1939.

## Voorgeschiedenis
In 1923 hadden twee juist afgestudeerde ingenieurs, Piero Remor en Carlo Gianini, een eigen 500cc viercilinder lijnmotor met een enkele bovenliggende nokkenas gebouwd. Ze kregen ondersteuning van graaf Luigi Bonmartini, die de ontwikkeling onderbracht in een eigen onderneming, GRB (Gianini, Remor, Bonmartini). De ontwikkeling ging echter traag, en pas in 1934 was er een racerijpe motorfiets beschikbaar. Toen verkocht Bonmartini zijn bedrijf, dat zich voornamelijk bezighield met producten voor de luchtvaartindustrie. De koper had geen enkele interesse in de motorfietsen. Piero Taruffi, die aanvankelijk als coureur was aangetrokken maar intussen ook veel ontwikkelingswerk had gedaan, was bang dat zijn project, dat intussen "CNA Rondine" heette, verloren zou gaan. Hij nam contact op met de eigenaar van Gilera, Giuseppe Gilera, die de zes gebouwde racemotoren, de reservedelen, tekeningen, rechten én Taruffi overnam. Piero Taruffi werd meteen aangesteld als coureur, teamleider en hoofdingenieur. 

## Gilera Rondine
Giuseppe Gilera begon in 1934 juist interesse in wegraces te krijgen, omdat hij zag dat concurrerende merken (vooral Moto Guzzi) er veel publiciteit door kregen. In nationale wedstrijden konden Gilera-coureurs redelijk weerwoord bieden aan de Moto Guzzi-rijders, maar Guzzi begaf zich al jaren buiten Italië en had in de Lightweight TT op het eiland Man al in 1927 zijn eerste successen geboekt. Bovendien had het in 1924 al eerste Europese kampioen in zijn gelederen gehad. Toch was Giuseppe Gilera technisch genoeg om te begrijpen dat de viercilinder die Taruffi meebracht nog helemaal niet goed genoeg was. Daarom zette hij rondom Taruffi een complete ontwikkelingsafdeling op die de "CNA Rondine", zoals de machine intussen heette, te verbeteren. De meeste onderdelen van het motorblok waren bruikbaar, maar de krukas kreeg nieuwe kogellagers. De Roots compressor werd verbeterd en er werd getest met een Weber-carburateur. De originele machine had een door Taruffi ontworpen plaatframe, en er werden nieuwe buisframes ontwikkeld, waarbij de geometrie behouden bleef, want de stuurkwaliteiten van de Rondine waren niet slecht. Daarbij werd de Gilera swingarm met een horizontale veer en frictiedempers toegepast. De machine kreeg een wigvormige tank die 23 liter kon bevatten. Die tank lag boven op de bovenste framebuizen. Onder het zadel zaten twee olietanks, die vanaf 1939 voorzien werden van kleine koelribben. Men claimde dankzij de compressor een vermogen van 80 pk bij 9.000 tpm, maar dat was waarschijnlijk in werkelijkheid ongeveer 65 pk. 

### Motor
De motor van de Rondine was een watergekoelde viercilinder lijnmotor met dubbele bovenliggende nokkenassen. De cilinders lagen voorover onder een hoek van ca. 40°, waardoor de radiateur boven de motor tussen de framebuizen gemonteerd kon worden. De cilinderkoppen waren twee aan twee gegoten. Achter de motor zat boven de versnellingsbak een compressor van het merk Roots, een enkele carburateur en magneetontsteking.. Op het huis van de inlaatnokkenas zat de waterpomp, op het huis van de uitlaatnokkenas de toerentelleraandrijving. 

### Aandrijving
De krukas leverde het vermogen via tandwielen aan de oliebadkoppeling en de vierversnellingsbak. De secundaire aandrijving verliep via een ketting. 

### Rijwielgedeelte
Toen de machine van CNA werd gekocht had hij nog een plaatframe, maar dat werd al snel vervangen door een uit buizen opgetrokken, zeer breed dubbel wiegframe. Onder het zadel lagen twee veerelementen die gedempt werden met frictiedempers. Aanvankelijk werd de Girdervoorvork van de CNA overgenomen, maar die werd later vervangen door een plaatstalen schommelvoorvork. 

## Resultaten
De rondine verscheen voor het eerst op de circuits in 1937, maar het seizoen verliep teleurstellend. De machine was snel genoeg en leidde vaak een race, maar de betrouwbaarheid was ver te zoeken. Giordano Aldrighetti reed voorop bij de Grand Prix van Monza. Ondanks een slechte start, een langzame pitstop en een extra stop om een bougie te vervangen versloeg hij de Moto Guzzi van Omobono Tenni. Hij reed een ronderecord van 168,6 km/h. Taruffi reed persoonlijk in 1937 een werelduurrecord met 205 km/h en het wereldrecord over de vliegende kilometer met 274 km/h. In 1938 reed Piero Taruffi zelf niet meer. Hij liet zich vervangen door Dorino Serafini, want hij wilde zich meer op de teamleiding concentreren. Ook dit seizoen verliep slecht. Tijdens de Grand Prix van Zwitserland crashte Aldrighetti zo hard dat hij zijn carrière moest beëindigen. In 1938 en 1939 werd het Europees kampioenschap wegrace over meerdere races verreden. Tot die tijd was steeds één Grand Prix gastheer van het kampioenschap geweest. In 1939 telden de Senior TT, de TT van Assen, de Grand Prix-wegrace van België, de Grand Prix van Zweden, de Grand Prix van Duitsland en de Ulster Grand Prix mee voor de titel. Gilera sloeg de Senior TT over. Regerend kampioen Schorsch Meier leidde de eerste helft van het seizoen met zijn BMW RS 500 met compressor. In Zweden vochten Serafini en Meier een hard duel uit, tot Meier zo hard viel dat hij voor de rest van het jaar uitgeschakeld was. Serafini won die race en ook die van Duitsland en Ulster. Een tweede plaats in Spa-Francorchamps was genoeg voor de Europese titel. Na de Tweede Wereldoorlog was het gebruik van compressoren verboden waardoor de Gilera Rondine niet meer ingezet kon worden.

## Technische gegevens
| Periode         | 1935-1939                                                   | 1935-1939                                            | 1935-1939                                            |
| Categorie       | fabrieksracer                                               | fabrieksracer                                        | fabrieksracer                                        |
| Motortype       | kopklepmotor                                                | kopklepmotor                                         | kopklepmotor                                         |
| Bouwwijze       | langsgeplaatste viercilinderlijnmotor met compressor        | langsgeplaatste viercilinderlijnmotor met compressor | langsgeplaatste viercilinderlijnmotor met compressor |
| boring          | 52 mm                                                       | 52 mm                                                | 52 mm                                                |
| slag            | 58 mm                                                       | 58 mm                                                | 58 mm                                                |
| Cilinderinhoud  | 492,7 cc                                                    | 492,7 cc                                             | 492,7 cc                                             |
| Max. Vermogen   | 1935: ca. 60 pk bij 8.500 tpm 1939: ca. 86 pk bij 9.800 tpm |                                                      |                                                      |
| Topsnelheid     | >200 km/h                                                   | >200 km/h                                            | >200 km/h                                            |
| Aandrijving     | ketting                                                     | ketting                                              | ketting                                              |
| Rijwielgedeelte | dubbel wiegframe, buisframe                                 | dubbel wiegframe, buisframe                          | dubbel wiegframe, buisframe                          |
| Voorganger      | CNA Rondine                                                 | CNA Rondine                                          | CNA Rondine                                          |
| Opvolger        | Gilera 500 4C                                               | Gilera 500 4C                                        | Gilera 500 4C                                        |